# Krkavec bělokrký
Krkavec bělokrký (Corvus albicollis) je velký krkavcovitý pták, s délkou mezi 50–54 cm o něco menší než jemu nejblíže příbuzný druh - krkavec tlustozobý (C. crassirostris) a největší zástupce řádu pěvců - krkavec velký (C. corax). Je převážně černý s masivním tmavým zobákem s bílým koncem, černo-hnědou hlavou, hrdlem a hrudí a výraznou bílou skvrnou na vrchní straně krku. Vyskytuje se v otevřených hornatých krajinách ve východní a jižní Africe (viz mapka níže). Hnízdo, do kterého následně klade 3-5 vajec, buduje na skalních římsách a méně častěji i na stromech.
V Česku ho chová zoo Zlín, Zoo Praha i Zoo Liberec.